# Intrigă și iubire (1959, Martin Hellberg)
Intrigă și iubire (titlul original: în germană Kabale und Liebe) este un film dramatic est-german, realizat în 1959 de regizorul Martin Hellberg, după piesa de teatru omonimă din 1784 a scriitorului Friedrich Schiller, protagoniști fiind actorii Wolf Kaiser, Otto Mellies, Karola Ebeling și Marion van de Kamp.

## Rezumat
Curtea unui duce german în secolul al XVIII-lea. Ducele își finanțează viața luxoasă și amanta sa Lady Milford vânzând în străinătate mercenari recrutați cu forța. Luise Miller, fiica muzicianului orașului, îl iubește pe Ferdinand, fiul președintelui lui Walter. El vrea să-și căsătorească fiul cu Lady Milford pentru a câștiga o influență mai mare la curtea ducală. Ferdinand refuză. Când amenințările nu reușesc să-i schimbe părerea lui Ferdinand, secretarul Wurm îi sugerează președintelui o intrigă. Luise este șantajată să-și recunoască dragostea pentru Ferdinand drept fraudă. Se țese o intriga pentru a-l convinge pe Ferdinand că Luise iubește pe altcineva. Acesta decide să o otrăvească pe Luise și să moară el însuși. Află prea târziu că totul a fost o minciună. Președintele, care s-a precipitat, stă îngrozit în fața lui Luise moartă și a fiului pe cale să moară și își dă seama de vinovăția comisă.

## Distribuție
- Wolf Kaiser – președintele von Walter
- Otto Mellies – Ferdinand
- Karola Ebeling – Luise Millerin
- Marion van de Kamp – Lady Milford
- Willi Schwabe – mareșalul curții von Kalb
- Martin Hellberg – muzicantul Miller
- Marianne Wünscher – soția lui Miller
- Uwe-Jens Pape – Wurm
- Hans Finohr – valetul
- Christine Schwarze – Sophie, camerista
- Otto Krone – consilierul
- Lisa Wehn – femeia în vârstă